# Kim Dong-Jin (árbitro)
Kim Dong Jin, (9 de Junho de 1973), é um árbitro de futebol sul-coreano.